# Joël Dakouri
Joël Nehemi Dakouri (* 24. Oktober 1989) ist ein ivorischer Fußballspieler. Er spielte vornehmlich bei Schweizer Vereinen im Kanton Zürich.

## Spielerkarriere
Mit 13 Jahren spielte er beim Grasshopper Club Zürich in der U15-Mannschaft. In der Saison 2006/07 spielte er mit der 1. Mannschaft vom SC YF Juventus in der Challenge League. Am Ende dieser Saison war die Mannschaft das Tabellenschlusslicht und musste somit in die 1. Liga (Schweiz) absteigen. Joël Dakouri war einer von drei Spielern, die beim Club blieben.
Er spielte allerdings nur noch bis Oktober 2007 für YF Juventus. Es folgte der Wechsel zum FC Wil. Im Sommer 2009 kehrte er zurück in die Nachwuchsabteilung des Grasshopper Club Zürich, wo er bis zum Sommer 2010 spielte. 2010 versuchte er sein Glück im Ausland. Seine Stationen waren u. a. der ungarische Erstligist Kecskeméti TE und der FC Carl Zeiss Jena. Im Januar 2012 folgte dann der Wechsel zum FC United Zürich. Nach zweieinhalb Jahren verließ er den FC United Zürich und wechselte zum FC Wettswil-Bonstetten in die 1. Liga Classic. Er lief bis März 2014 in 14 Spielen auf, bevor er seinen Vertrag auflöste und zum FC United Zürich zurückkehrte. Im Sommer verließ er den FC United Zürich und ging in die Schweizer 1. Liga zum FC Kosova Zürich.